# Electric Guitarist
Albums de John McLaughlin
My Goals Beyond
(1970) Electric Dreams
(1979)
Electric Guitarist est le quatrième album solo du guitariste de jazz anglais John McLaughlin, sorti en vinyle en 1978 et réédité en version CD remastérisé, en 1990 par Columbia Records, dans la collection Contemporary Jazz Masters.

## Présentation
De nombreux musiciens de renom participent à cet album, tels que Stanley Clarke, Santana, Patrice Rushen, Chick Corea, Billy Cobham, etc.
Il permet notamment d'entendre Stanley Clarke à la contrebasse dans Do You Hear the Voices That You Left Behind?, écrit en hommage à John Coltrane et basé sur les « Coltrane changes », qui est un des tours de force de l'album.
Sur Are You the One? Are You the One? on entend une des meilleures configurations du Tony Williams Lifetime, avec Jack Bruce à la basse et Tony Williams à la batterie.
L'album se conclut de façon très calme par une version en solo du standard My Foolish Heart, surprenante en regard de l'énergie et du modernisme du reste de l'album.
John McLaughlin utilise, sur certains titres, une guitare au manche « scallopé », c'est-à-dire au bois creusé entre les frettes. Cette guitare lui permet de réaliser des « bends » au-delà de ce que permet une guitare ordinaire, y compris sur des accords,.

## Liste des titres
Toute la musique est composée par John McLaughlin, sauf mention contraire.
|       | Face A                                          |      |
| A1.   | New York on My Mind                             | 5:47 |
| A2.   | Friendship                                      | 7:02 |
| A3.   | Every Tear From Every Eye                       | 6:53 |
|       | Face B                                          |      |
| B1.   | Do You Hear the Voices That You Left Behind?    | 7:42 |
| B2.   | Are You the One? Are You the One?               | 4:43 |
| B3.   | Phenomenon: Compulsion                          | 3:24 |
| B4.   | My Foolish Heart (Ned Washington, Victor Young) | 3:25 |
| 38:56 |                                                 |      |

## Crédits

### Musiciens
New York on My Mind
- Billy Cobham : batterie
- Stu Goldberg : piano électrique, orgue, Minimoog
- Jerry Goodman : violon
- Fernando Saunders : basse

Friendship
- Tom Coster : orgue
- Neil Jason : basse
- Alyrio Lima : percussions
- John McLaughlin : guitare
- Armando Peraza : congas
- Carlos Santana
- Narada Michael Walden : batterie

Every Tear From Every Eye
- Alphonso Johnson : basse, Taurus Bass Pedal
- John McLaughlin : guitare
- Patrice Rushen : piano
- David Sanborn : saxophone alto
- Tony Smith : batterie

Do You Hear The Voices That You Left Behind?
- Stanley Clarke : contrebasse
- Chick Corea : piano, Minimoog
- Jack DeJohnette : batterie
- John McLaughlin : guitare

Are You The One? Are You The One?
- Jack Bruce : basse
- John McLaughlin : guitare
- Tony Williams : batterie

Phenomenon: Compulsion
- Billy Cobham : batterie
- John McLaughlin : guitare

My Foolish Heart
- John McLaughlin : guitare

### Équipes technique et production
- Composition : John McLaughlin
- Production : John McLaughlin, Dennis MacKay
- Production (digital, CD) : Mike Berniker
- Ingénierie : Dennis MacKay
- Ingénierie (assistant) : John Pace
- Design : Gene Greif
- Photographie : Tono Hixon, Chris Poisson, David Gahr, Sam Emerson
- Remastering (CD) : Larry Keyes